# Jogo simbólico
Jogo simbólico, também chamado de faz-de-conta, caracteriza-se por recriar a realidade usando sistemas simbólicos, ele estimula a imaginação e a fantasia da criança, favorecendo a interpretação e ressignificação do mundo real. É considerado por diversos autores como fundamental para o desenvolvimento, favorecendo a interação com o outro e possibilitando a expressão das emoções e percepções vivenciada na relação que a criança, estabelece com o mundo real.
Muitos autores acreditam que essa atividade estimule o desenvolvimento motor, cognitivo, emocional, social e cultural das crianças. Entre outros, Piaget valoriza a contribuição do jogo simbólico para o desenvolvimento cognitivo e afetivo-emocional. Já Vygotsky, destaca a contribuição social proporcionada por essa atividade.
Exemplo de jogos simbólicos:
- super herói;
- fadas;
- unicórnio;
- mundo de doces;

ou seja, tudo aquilo que não existe, que vem da imaginação.